# Медово (област Стара Загора)
 За другите села с това име вижте Медово.  
Медово е село в Южна България. То се намира в община Братя Даскалови, област Стара Загора.

## География
Село Медово е разположено на 25 километра северозападно от град Чирпан. Намира се в южните части на Източна Средна гора и в котловина с малка надморска височина – около 380 – 400 метра. В северната част на землището му се издигат височините „Голата могила“, „Чона баир“ и „Калето“. Южно от тях се издигат от запад на изток няколко по-ниски възвишения като Голямата и Малката меденица, Габрака, Кухче, Дългата могила и Стальова могила. През самото село тече Медовска река, която извира от Средна гора и се влива в Марица.

### Поминък
Добре развито е пчеларството. През последните години в Медово се отглежда маслодайна роза около 200 дка. Също така се култивира слънчоглед, пшеница, ечемик. Овощните градини, които се намират югоизточно от Вкаменената сватба правят селото още по-приятно и красиво.

### Обществени институции
Най-голямата забележителност на селото са сградите на бившата медовска гимназия, Народното читалище и библиотеката към него. От един регионален център, сега селото е превърнато в едно малко кметство.

## История
На 1 април 1923 г. в селото е разкрита телеграфо-пощенска станция с ограничено телеграфно действие и с прием на проста и препоръчана вътрешна и международна пощенска и телеграфна кореспонденция.

## Културни и природни забележителности
Скалният феномен „Вкаменената сватба“ се намира на 4,5 км северозападно от селото. Местната легенда гласи, че един богат човек правил голяма сватба. Господ, преоблечен в дрипави дрехи като просяк, се явил за да ориса свадбата , Помолил сватбарите за малко хляб, но те му дали парче камък и той ги орисал да се вкаменят и  ги вкаменил.На мястото има скали, които по форма приличат на хора,от кидето идва и името Вкаменената сватба.В подножието на скалите има скален феномен с един отвор в скалите наречен "годежен пръстен". Народен обичай за „Вкаменената сватба“ е, че който отиде на мястото, на връщане трябва да мине през пръстена. Легендата е, че който не успее да премине през него, има твърде много грехове, които го спират. По-популярно е друго вярване, според което преминаването през скалния пръстен на „Вкаменената сватба“ помага срещу безплодие и всякакви болести. Всяка година има реални случаи на бездетни семейства, които са се сдобили с рожба, след като са посетили мястото и са изпълнили ритуала с преминаването през скалния пръстен, оставянето на дар и пиенето на вода от „Тресков кладенец“, който е надолу по пътя. Документалният филм на Елена Димитрова" Чудото на вкаменената сватба" разказва историята за природния феномен.

## Редовни събития
2 май – празник на село Медово. През 2023 г. празникът на селото е насрочен за 7 май и ще се състои в подножието на природната забележителност "Вкаменената сватба" в местността Янкова поляна, по случай 100 години от Септемврийското въстание, в което медовци са взели активно участие.

## Личности
- Паисий Рилски (края на XVIII век – след 1825 г.), български духовник и граматик, автор на Рилска преправка на „История славянобългарска“ – първата известна компилация по история на България от 1825 г.
- Йеромонах Йоаникий Стоянов (ок. 1809 – 1884), учител от Сопот, дарил средства и организирал построяването на училището в Медово[3]
- Сребрьо Стойновски (1845 – 1894), революционер, участник във Втората българска легия в Белград, член на революц. комитет в Оряхово, доброволец в българското опълчение[4]
- Подполковник Въльо Стефов (1858 – 1902), военен деец – след залавянето на Захари Стоянов ръководи въстаническите сили по време на Съединението на България.
- Агроном Недьо Минев Рачев (1912 – 2001), посветил живота си за облагородяване на с. Медово и околията. Под негово ръководство ТКЗС-тата в общината дълго време са първенци по зърнопроизводство в републиката. Бил дълго на отговорна длъжност в министерството на земеделието.
- В църквата на селото, архитектурен паметник на културата с местно значение, която днес е полуразрушена, се е крил Левски.
- Иван Желев (1919 – 2020), български офицер, генерал-майор от Строителни войски
- Антон Биков (1909 – 1980), български писател и учител